# Indicatif régional 509

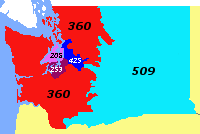
Carte de l'État de Washington avec les territoires de ses indicatifs régionaux. L'indicatif régional 509 est en turquoise.

L'indicatif régional 509 est l'un des indicatifs téléphoniques régionaux de l'État de Washington. Cet indicatif dessert un territoire situé à l'ouest de l'État.
La carte ci-contre indique en turquoise le territoire couvert par l'indicatif 509.
L'indicatif régional 509 fait partie du plan de numérotation nord-américain.

## Principales villes desservies par l'indicatif
Villes desservies par l’indicatif régional et leurs 
- Chewelah : 935 937 ;
- Colville : 680 684 ;
- Comté de Chelan : 682 687 784 ;
- Cheney : 235 359 559 ;
- Pullman : 332 333 334 335 336 338 339 432 592 595 715 872 ;
- Spokane : 209 216 217 218 220 227 228 230 232 241 242 244 247 251 252 263 267 270 271 272 275 277 278 279 280 290 294 321 323 324 325 326 327 328 329 340 342 343 344 351 352 353 354 355 356 357 358 362 363 368 370 381 385 389 434 435 441 443 444 448 455 456 458 459 461 462 463 464 465 466 467 468 471 472 473 474 475 477 479 481 482 483 484 487 489 490 495 496 499 532 533 534 535 536 561 562 568 570 590 599 622 623 624 625 626 638 644 688 691 692 693 694 695 696 701 710 714 742 744 747 752 753 755 756 757 768 777 789 818 835 838 842 844 847 863 868 869 879 880 889 891 892 893 921 922 924 926 927 928 931 939 944 951 953 954 979 981 984 990 991 993 994 995 998 999 ;
- Walla Walla : 200 204 240 301 386 520 522 524 525 526 527 529 540 593 629 676 866 876 897 956 ;
- Wenatchee : 264 293 393 414 421 470 630 662 663 664 665 667 668 669 670 679 699 860 881 884 885 886 888 ;
- Yakima : 225 248 249 307 388 451 452 453 454 457 469 480 494 573 574 575 576 577 594 654 728 833 834 853 895 901 910 930 933 941 945 949 952 955 961 965 966 969 972 985 ;
- Kennewick : 205 222 294 308 330 366 374 378 380 392 396 438 460 515 551 581 582 584 585 586 591 619 627 628 727 734 735 736 737 783 947 948 987 ;
- Pasco : 302 430 492 521 528 530 531 539 542 543 544 545 546 547 567 845 851 ;
- Richland : 371 372 373 375 376 420 554 940 942 943 946 967 ;
- Clarkston : 254 295 552 751 758 769 780 ;
- Ellensburg :  925 933 962 963 ;
- Ephrata : 237 281 289 398 717 754 ;
- Omak : 322 422 429 557 826 846 861 ;
- Ritzville : 347 428 650 659 660 ;
- Stevenson : 219 427 ;
- Moses Lake : 760 750 989 431 793 762 764 765 766.

Autres villes desservies par l’indicatif regional 509 :
- Prosser ;
- Cle Elum ;
- Liberty Lake ;
- Toppenish. ;
- Benton City.

## Source
- (en) Cet article est partiellement ou en totalité issu de l’article de Wikipédia en anglais intitulé « Area code 509 » (voir la liste des auteurs).